# 2000 FN41
2000 FN41 är en asteroid i huvudbältet som upptäcktes den 29 mars 2000 av LINEAR i Socorro County, New Mexico.
Asteroiden har en diameter på ungefär 5 kilometer.